# Venceremos (Organización política)
Venceremos fue un grupo armado estadounidense de extrema izquierda y principalmente chicano activo en el área de Palo Alto, California desde 1969 hasta 1973.

## Historia
Katerina Del Valle fue su presidenta.  En 1971 se les unió una facción de la organización maoísta Unión Revolucionaria (RU), dirigida por H. Bruce Franklin. Venceremos y Franklin favorecieron una estrategia militante basada en la guerra de guerrillas urbana prolongada. Según Franklin, "... estos colectivos habían estado muy involucrados en la organización juvenil dentro de las comunidades proletarias blancas, en la organización de las fábricas y en las luchas antiimperialistas en los campus [...] La nueva organización combinada era multinacional, extremadamente diversificado en sus actividades y base, y bastante militante".
Venceremos abogó públicamente por la autodefensa armada de la ciudadanía, el control comunitario de la policía y la reforma del sistema penitenciario. Con estos fines, los miembros del grupo participaron en una serie de actividades legales, como trabajar para educar a los prisioneros y defender a los manifestantes de la guerra de Vietnam. El objetivo final declarado de la organización era el derrocamiento del gobierno.. En 1970, Venceremos abrió su propio colegio comunitario en un escaparate de Redwood City que duró hasta que se quedó sin dinero dos años después. El gobierno de Estados Unidos consideró a Venceremos como una sería amenaza, como se ve en el informe de 202 páginas del Comité de Seguridad Interna de la Cámara de Representantes "Maoístas de Estados Unidos: la Unión Revolucionaria, la Organización Venceremos" en 1972.
Venceremos a menudo asistía a las reuniones del Consejo de la Ciudad y la Junta Escolar en Palo Alto con una agresividad verbal que pocas veces se había visto en la política de la ciudad. El miembro Jeffrey Youdelman era conocido por criticar a los miembros del consejo y presentar peticiones por causas de izquierda radical. Los miembros de Venceremos también se postularon para cargos locales en Palo Alto, incluidos Jean Hobson y Jeffrey Youdelman para el Concejo Municipal, y Doug Garrett para la Junta Escolar. Venceremos realizaba mítines semanales en Lytton Plaza en Palo Alto, que llamaron "La Plaza del Pueblo". En mayo de 1971, la División de Pascua de Venceremos se alejó del centro y comenzó a organizarse a través del sindicato United Farm Workers.
El comienzo del fin de Venceremos se produjo el 6 de octubre de 1972, cuando varios de sus miembros se vieron involucrados en un asesinato que acaparó los titulares. El miembro Jean Hobson estaba vinculado sentimentalmente con el preso Ronald Beaty, y Venceremos tramó un plan para ayudar a Beaty a escapar. Según la policía y Beaty, quien se convertiría en el testigo estrella de la fiscalía, dos guardias de la prisión desarmados llevaban a Beaty a una comparecencia ante un tribunal en San Bernardino cuando su vehículo fue emboscado cerca de Chino. Según la policía y Beaty, quien se convertiría en el testigo estrella de la fiscalía, dos guardias de la prisión desarmados llevaban a Beaty a una comparecencia ante un tribunal en San Bernardino cuando su vehículo fue emboscado cerca de Chino. Beaty fue liberado, pero el miembro de Venceremos, Robert Seabok, disparó a ambos guardias a quemarropa, matando a Jesús Sánchez e hiriendo a su compañero George Fitzgerald. Los miembros de Venceremos Hobson, Seabok, Andrea Holman Burt y Benton Burt fueron nombrados por Beaty como los perpetradores.

## Secuelas
En marzo de 1973, el militante de extrema izquierda Donald DeFreeze escapó de la prisión de Soledad y encontró refugio con miembros o asociados de Venceremos en la comuna de Peking House en Oakland. Las preocupaciones sobre la vigilancia policial llevaron a DeFreeze a ser trasladado a un lugar de bajo perfil en Concord donde, bajo el nombre de General Cinque, organizó el Ejército Simbionés de Liberación con algunos exmiembros de Venceremos. El Partido Comunista de Estados Unidos (Provisional) también tiene sus orígenes en esa división de 1973.
El exmiembro de Venceremos, Michael Sweeney, se convirtió en el director de la Autoridad de Residuos Sólidos del Condado de Mendocino, pero fue más conocido como el esposo de la organizadora de Earth First! organizador Judi Bari. El 24 de mayo de 1990, una bomba de tubo estalló debajo del asiento del conductor del automóvil de Bari mientras conducía. Los periodistas han alegado que Sweeney fue el culpable. Sin embargo, Bari sobrevivió al ataque y afirmó que sospechar que Sweeney del bombardeo era "indignante". Después de la resolución de 1992 de la demanda de derechos civiles contra el Departamento de Policía de Oakland y el FBI por Bari y Darryl Cherney, el periodista Stephen Talbot reveló que ella y otras personas cercanas a ella habían sospechado en privado de Sweeney del atentado y también lo vincularon con el incendio de un aeropuerto. en Santa Rosa en 1980. El exmiembro Jeffrey David Youdelman falleció en 2001.